# 异株木犀榄
异株木犀榄（学名：Olea dioica）是木犀科木犀榄属的植物。分布于缅甸、越南、印度以及中国大陆的广西、云南、贵州、广东等地，生长于海拔2,300米的地区，常生于山谷、林中及海边丛林，目前尚未由人工引种栽培。

## 别名
蜡树（广西）